# ماروین (فیلم)
ماروین (به فرانسوی: Marvin) یک فیلم درام فرانسوی به کارگردانی و نویسندگی آن فونتن است که در سال ۲۰۱۷ منتشر شد. این اثر اولین بار در ۳ سپتامبر ۲۰۱۷ در هفتاد و چهارمین جشنواره فیلم ونیز نمایش داده شد، و برنده شیر دگرباشی شد.